# Samuel Webbe
Samuel Webbe (7 octobre 1740 – 25 mai 1816) est un musicien anglais de la fin du XVIIIe siècle.

## Biographie
Né à Minorque en 1740, il est élevé à Londres par sa mère devenue veuve très tôt. Apprenti chez un ébéniste, il aurait découvert ses dons pour la musique en réparant un clavecin. Il étudie finalement la musique avec Carl Barbandt (connu aussi comme Charles Barbandt), (1716-1775?), organiste allemand installé à Londres.
Il obtient plusieurs prix à partir de 1766 pour ses compositions et devient organiste à Liverpool. Catholique romain il tient l'orgue de la  Sardinian Embassy Chapel à Lincoln's Inn jusqu'en 1795. Il est en même temps organiste et chef de chœur à la chapelle de l'ambassade du Portugal, seul lieu autorisé au culte catholique à Londres.
Ses publications entre 1764 et 1798 ont marqué l'histoire de la musique religieuse : Samuel Webbe a compilé et établi les premières éditions de nombreuses pièces, hymnes ou motets, dont les partitions ont été chantées dans les églises catholiques puis un peu partout dans le monde chrétien occidental.
Samuel Webbe publie en 1782 un Essay on the Church Plain Chant (1782) connu pour comporter entre autres les paroles et la partition d'Adeste fideles de son ami John Francis Wade. Il publie ensuite A Collection of Motetts (1792) et A Collection of Masses for Small Choirs (1795), dont les pièces ont été largement utilisées au XIXe siècle  dans les églises catholiques de Grande Bretagne et au-delà.
Ses mises en forme d'hymnes et de motets sont toujours chantées dans les églises catholiques et anglicanes comme en témoigne la compilation  Liturgical Hymns Old and New de 1999 qui retient les partitions des chants célèbres comme "O salutaris Hostia", "Tantum ergo",  "Veni Sancte Spiritus", "Melcombe Regis" ou "Adeste fideles"' avec des textes en anglais.
Il meurt le 25 mai 1815 et est enterré au Old St Pancras Churchyard à Londres.
Sa participation au renouveau de la musique catholique est reconnue et son apport a touché bien au-delà de son Église d'origine.
Son fils Samuel Webbe le Jeune (1768-1843), musicien lui aussi, est moins connu mais des confusions peuvent se produire.